# Ratardidae
Ratardidae zijn een familie van vlinders uit de superfamilie Cossoidea. De familie telt 10 soorten in 3 geslachten.

## Geslachten
De volgende geslachten zijn bij de familie ingedeeld:
- Ratarda Moore, 1879
- Callosiope Hering, 1925
- Sumatratarda Kobes & Ronkay, 1990